# Korman (Šabac)
Pour les articles homonymes, voir Korman.
Korman (en serbe cyrillique : Корман) est un village de Serbie situé sur le territoire de la ville de Šabac, district de Mačva. Au recensement de 2011, il comptait 413 habitants.

## Histoire

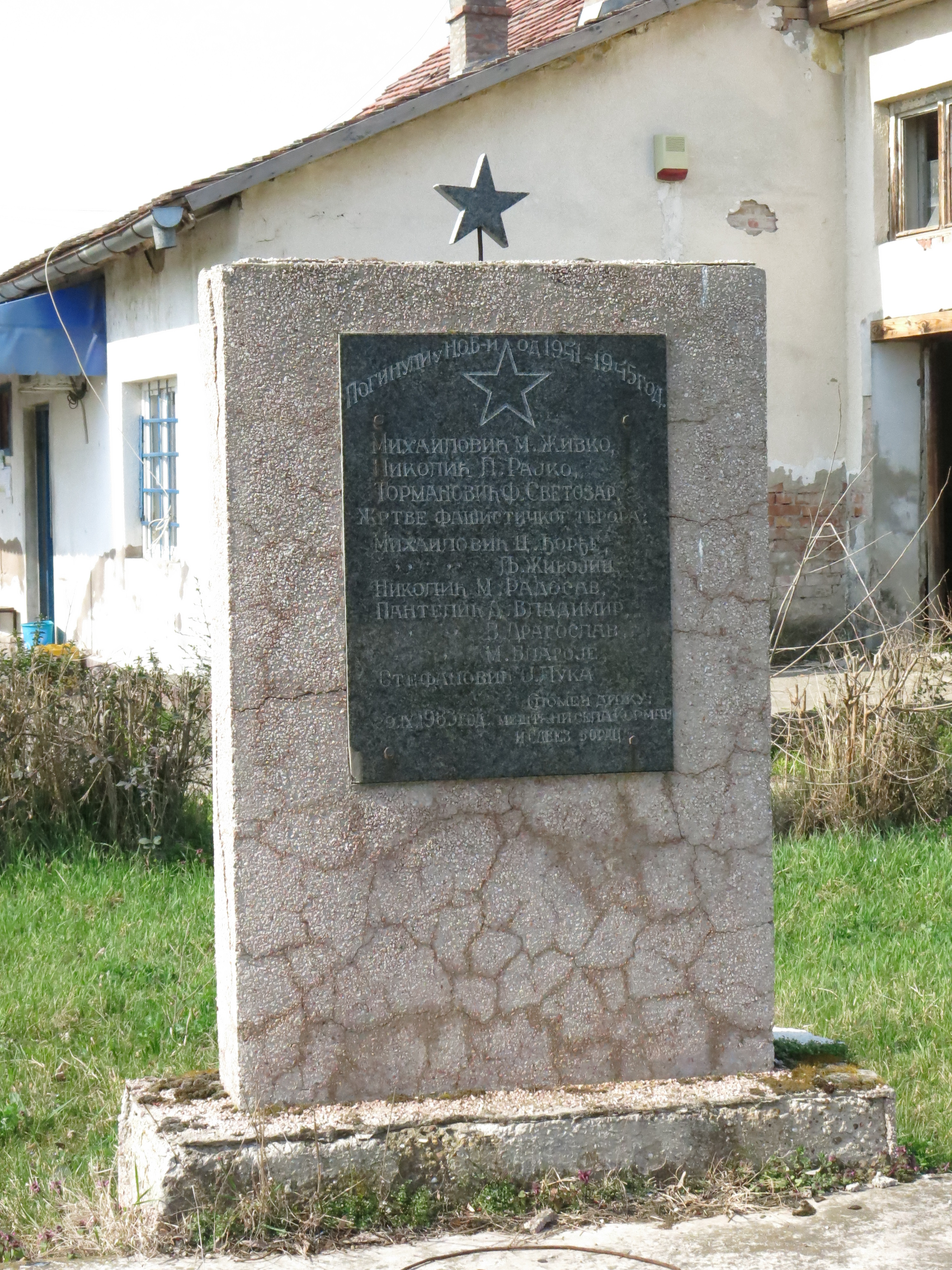
Monument aux morts de la lutte de libération nationale (NOB) - 1941-1945

## Démographie
| 1948 | 1953 | 1961 | 1971 | 1981 | 1991 | 2002 | 2011 |
| ---- | ---- | ---- | ---- | ---- | ---- | ---- | ---- |
| 380  | 411  | 415  | 397  | 415  | 407  | 393  | 413  |

|  |